# Nyctimystes cryptochrysos
Espèce
Synonymes
- Litoria cryptochrysos (Kraus, 2012)

Nyctimystes cryptochrysos est une espèce d'amphibiens de la famille des Pelodryadidae.

## Répartition
Cette espèce est endémique de l'île Fergusson dans l'archipel d'Entrecasteaux en Papouasie-Nouvelle-Guinée.

## Publication originale
- Kraus, 2012 : A new species of Nyctimystes (Anura: Hylidae) from Papua New Guinea. Herpetologica, vol. 68, no 4, p. 541-550.